# 3429 Чуваєв
3429 Чуваєв (3429 Chuvaev) — астероїд головного поясу, відкритий 19 вересня 1974 року.
Тіссеранів параметр щодо Юпітера — 3,541.